# Buovđđajávrátje
Buovđđajávrátje (äldre stavning Bådojauratj) är en sjö i Arvidsjaurs kommun i Lappland och ingår i Åbyälvens huvudavrinningsområde. Sjön har en area på 0,0283 kvadratkilometer och ligger 423,4 meter över havet. Sjön avvattnas av vattendraget Laukersjöbäcken.

## Delavrinningsområde
Buovđđajávrátje ingår i det delavrinningsområde (728515-169006) som SMHI kallar för Inloppet i Laukersjön. Medelhöjden är 420 meter över havet och ytan är 5,83 kvadratkilometer. Det finns inga avrinningsområden uppströms utan avrinningsområdet är högsta punkten. Laukersjöbäcken som avvattnar avrinningsområdet har biflödesordning 2, vilket innebär att vattnet flödar genom totalt 2 vattendrag innan det når havet efter 143 kilometer. Avrinningsområdet består mestadels av skog (95 procent). Avrinningsområdet har 0,27 kvadratkilometer vattenytor vilket ger det en sjöprocent på 4,7 procent.